# 表征学习
在机器学习中，特征学习（feature learning）或表征学习（representation learning）是学习一个特征的技术的集合：将原始数据转换成为能够被机器学习来有效开发的一种形式。它避免了手动提取特征的麻烦，允许计算机学习使用特征的同时，也学习如何提取特征：学习如何学习。
机器学习任务，例如分类问题，通常都要求输入在数学上或者在计算上都非常便于处理，在这样的前提下，特征学习就应运而生了。然而，现实世界中的数据，例如圖片、影片，以及感測器的測量值都非常的複雜、冗長又多變，如何有效的提取出特征并且将其表达出來成為了一個重要挑戰。传统的手动提取特征需要大量的人力并且依赖于非常专业的知识。同时，还不便于推广。这就要求特征学习技术的整体设计非常有效，自动化，并且易于推广。
特征学习可以被分为两类：监督的和无监督的，类似于机器学习。
- 在监督特征学习中，被标记过的数据被当做特征用来学习。例如神经网络，多层感知器，(监督)字典学习。
- 在无监督特征学习中，未被标记过的数据被当做特征用来学习。例如(无监督)字典学习，独立成分分析，自动编码，矩阵分解[2] ，各种聚类分析及其变形[3][4][5]。

## 监督特征学习
监督特征学习就是从被标记的数据中学习特征。大致有以下几种方法。

### 监督字典学习
总体来说，字典学习是为了从输入数据获得一组的表征元素，使每一个数据点可以（近似的）通过对表征元素加权求和来重构。字典中的元素和权值可以通过最小化表征误差来得到。通过L1正则化可以让权值变得稀疏（例，每一个数据点的表征只有几个非零的权值）。
监督字典学习利用输入数据的结构和给定的标签（输出）来优化字典。例如，2009年Mairal等人提出的一种监督字典学习方案被应用在了分类问题上。这个方案的优化目标包括最小化分类误差，表征误差，权值的1范数（L1正则化）和分类器参数的2范数。
有监督的字典学习可以被视为一个三层神经网络（一层隐含层），第一层（输入层）到第二层（隐含层）是表征学习，第二层到第三层（输出）是分类器的参数回归。

### 神经网络
神经网络是通过多层由内部相连的节点组成的网络的一个学习算法。它的命名是受到神经系统的启发，它的每一个节点就像神经系统里的神经元，而每一条边就像一条突触。神经网络里面的每一条边都有对应的权值，而整个网络则定义运算法则将输入数据转换成为输出。神经网络的网络函数通过权值来刻画输入层跟输出层之间的关系。通过适当的调整网络函数，可以尽量最小化损耗的同时解决各种各样的机器学习任务。

## 另見
- 特徵檢測
- 向量量化
- 深度學習